# 江南郵便局
江南郵便局（こうなんゆうびんきょく）は愛知県江南市にある郵便局。民営化前の分類では集配普通郵便局であった。

## 概要
住所：〒483-8799 愛知県江南市赤童子町良原143-1

## 沿革
- 1901年（明治34年）3月10日 - 古知野（こちの）郵便受取所として開設[1]。
- 1905年（明治38年）4月1日 - 古知野郵便局（三等）となる。
- 1955年（昭和30年）6月1日 - 江南郵便局に改称する[2]とともに、宮田郵便局および草井郵便局から集配業務を移管[3]。
- 1958年（昭和33年）4月1日 - 特定郵便局から普通郵便局へ局種別改定。
- 1958年（昭和33年）5月 - 局舎新築落成。
- 1960年（昭和35年）2月28日 - 電話交換事務の取扱を江南電報電話局に移管。
- 1963年（昭和38年）8月12日 - 布袋郵便局[4]から集配業務および和文電報配達業務を移管。
- 1964年（昭和39年）7月1日 - 和文電報配達事務を江南電報電話局に移管。
- 1974年（昭和49年）11月18日 - 江南市古知野字論天から同市赤童子町良原に移転。
- （時期不明）岐阜県羽島郡川島町域の集配業務を笠松郵便局へ移管。
- 1998年（平成10年）9月1日 - 外国通貨の両替および旅行小切手の売買に関する業務取扱を開始。
- 2007年（平成19年）10月1日 - 民営化に伴い、併設された郵便事業江南支店に一部業務を移管。
- 2012年（平成24年）10月1日 - 日本郵便株式会社発足に伴い、郵便事業江南支店を江南郵便局に統合。

## 取扱内容
- 郵便、印紙、ゆうパック、内容証明
- 貯金、為替、振替、振込、国際送金、外貨両替・トラベラーズチェック、国債、投資信託
- 生命保険、バイク自賠責保険、自動車保険、がん保険、引受条件緩和型医療保険、変額年金保険
- ゆうちょ銀行ATM
- 「483-00xx」「483-80xx」「483-81xx」「483-82xx」「483-83xx」「483-84xx」区域（江南市の全域）の集配業務
- ゆうゆう窓口

## 周辺
- 江南市役所
- 江南市消防本部
- 江南市地域情報センター
- 滝中学校・高等学校
- 江南市立古知野南小学校
- ヴィアモール

## アクセス
- 名鉄犬山線 江南駅から南西へ約900m（徒歩約10分）
- 名鉄バス 大間停留所下車
- 名神高速道路 小牧ICおよび名古屋高速11号小牧線 小牧北出入口から北西へ約6.5km
- 東海北陸自動車道 一宮木曽川ICから東へ約7km
- 駐車場あり：21台